# Bagdarin
Bagdarin – osiedle w Rosji, w Buriacji, 342 km od Ułan Ude. W 2002 liczyło 4800 mieszkańców.